# Coro polifonico del Centro Universitario Musicale di Cagliari
Il coro polifonico del Centro Universitario Musicale di Cagliari è stato fondato nel 1968 al fine di avvicinare il pubblico giovanile alla musica e in particolare al canto corale, attraverso la costituzione di un coro polifonico diretto dal maestro Fabio Sanna.

## Attività
Dal 1969 al 1976, sotto la direzione del M.° Gustavo Melis, ha intrapreso un'intensa attività concertistica sia in Italia che in Europa, partecipando alle più importanti competizioni internazionali. Fra i numerosi riconoscimenti, si ricordano tre premi speciali, quale miglior coro italiano nella categoria cori femminili e cori misti; un secondo posto nella categoria canti popolari conseguito al Concorso Internazionale "G. d'Arezzo", terzo posto assoluto al Concorso Internazionale di Llangollen, terzo posto nella categoria cori maschili al Concorso "A. Seghizzi" di Gorizia e menzione speciale al X Dia Internacional de Canto Coral di Barcellona.
Dal 1976, il Coro del Centro Universitario Musicale ha eseguito numerosi concerti rivolgendo la sua attenzione prevalentemente alle opere di Carl Orff, Pergolesi, Schubert, Mozart, Brahms, Vivaldi, Verdi e Martini e a composizioni polifoniche contemporanee. 
Nel luglio del 1996, il coro ha partecipato al XIII Festival Internazionale di Cori Polifonici "Città di Tolentino" (MC). Nel mese di giugno 1998, in occasione del trentennale dalla fondazione, il Coro ha effettuato una tournée in Danimarca, esibendosi a Copenaghen, Nyborg, Odense, riscuotendo un notevole successo di pubblico e critica.
Nel dicembre del 1999 e del 2000 ha tenuto una serie di concerti a Berlino e a Budapest, nell'ambito di due interessanti tournée, aventi lo scopo di diffondere la musica italiana e la cultura sarda all'estero, inserite nei programmi del Ministero per i Beni e le Attività Culturali. In entrambe le occasioni, tutti i concerti hanno ottenuto lusinghiere recensioni, sia dalla stampa tedesca che da quella ungherese.
Nel settembre 2000, durante la rassegna "CONCORDIA VOCIS", il coro ha partecipato alla prima esecuzione italiana del Requiem per soli, coro e banda sinfonica del compositore ungherese Frigyes Hidas in un concerto tenutosi al Teatro Comunale di Cagliari.
Nel 2002, sempre nell'ambito dei programmi ministeriali, ha realizzato una tournée in Sudamerica esibendosi in sei concerti prima ad Asunción (Paraguay) poi a Foz do Iguaçu (Brasile). Questa importante trasferta ha destato grande attenzione da parte dei media, consensi dal numeroso pubblico intervenuto e ricevuto il plauso ufficiale da parte dell'ambasciata italiana in Paraguay.
Nel dicembre 2003, oltre all'attività nell'isola, ha effettuato una serie di concerti nel nord Italia, rispettivamente a Milano, Vicenza, Arsiero e Velo d'Astico.
Dal 19 al 24 maggio 2004 il Coro ha partecipato al IV Festival Internazionale di Cori Polifonici nella città di Stettino (o Stettino, in Polonia), dove ha eseguito, con altri duecento coristi provenienti da tutto il mondo, il Requiem di Dvořák e due concerti in altrettante cattedrali.
Nel luglio 2005 in Spagna (Torrevieja - Valencia) al 51º Concorso Internazionale di “Habaneras y Polifonia” il coro del Centro Universitario Musicale, sotto la direzione del maestro Riccardo Leone, vince il secondo premio assoluto nella sezione Habaneras e si classifica al 5º posto nella sezione polifonia, su 24 cori partecipanti e provenienti da tutto il mondo. Nella lunga storia del concorso spagnolo il premio viene assegnato per la prima volta a un coro italiano.
L'attività all'estero del 2006 ha avuto inizio nel mese di giugno con la partecipazione alla XXXV edizione del prestigioso concorso corale “Florilège Vocal de Tours” dove il coro ha riscosso importanti consensi e inviti da parte di organizzatori di altri concorsi. 
L'attività è proseguita nel mese di agosto con la partecipazione al XLII Festival per organo che si svolge in Polonia nelle cattedrali di Kamień Pomorski e Kołobrzeg (importante città balneare del Mar Baltico), seguito attentamente da un folto e competente pubblico. La tournée si è conclusa con un concerto eseguito nell'auditorium del Castello dei Principi di Pomerania di Stettino, annoverato fra i più importanti Centri per le attività culturali della Polonia.
Nell'agosto 2007 il coro, in formazione di ottetto, consegue il primo premio al 24º Concorso Polifonico Nazionale "Guido D'Arezzo", mentre nel maggio 2008 si aggiudica la vittoria al 15º Gran Premio "Efrem Casagrande" tenutosi all'interno del 43º Concorso Nazionale Corale di Vittorio Veneto.

## Attività di ricerca e promozione musicale
Presso la propria sede ha allestito una mediateca, con prevalente presenza di testi di musicologia, partiture, video e CD di musica classica.
Ha inoltre realizzato mostre, rassegne riservate a solisti, orchestre giovanili e da camera. Dal 1992, collabora all'organizzazione della Rassegna Internazionale di Cori Polifonici Concordia Vocis alla quale hanno partecipato, oltre a cori italiani, gruppi vocali di fama internazionale provenienti da 19 Paesi dei cinque continenti. 
Il Centro Universitario Musicale, attento alle problematiche della coralità sarda, specie negli ultimi anni, ha organizzato convegni e corsi di perfezionamento per direttori di coro e coristi, tenuti dal maestro Dino Stella, dalla Prof.ssa Andrea O. Veneracion e dal maestro Gary Graden, cui hanno collaborato i Philippine Madrigal Singers e il coro St. Jacob di Stoccolma.
Il coro si avvale della collaborazione di alcuni giovani compositori sardi (Cassinelli, Marchionni, Saba, Pusceddu), ai quali vengono commissionati brani da eseguire poi durante l'attività italiana e all'estero.
Inoltre, ogni anno l'associazione corale organizza dei corsi di preparazione e perfezionamento vocale.